# Theodor Kern (Industrieller)
Theodor Kern (* um 1858 in Iglau, Österreich-Ungarn; † 12. Mai 1919 in Wien, Deutschösterreich) war ein österreichischer Industrieller und Geschäftsmann.

## Leben

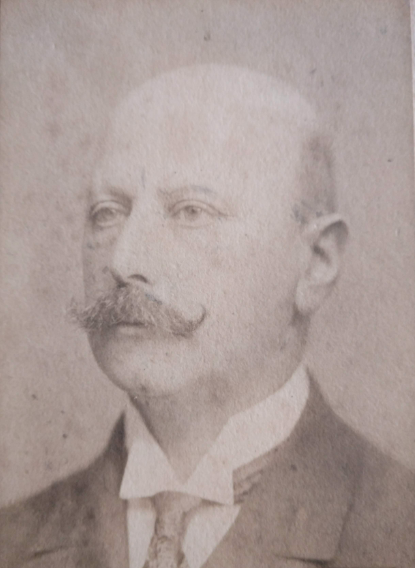
Theodor Kern (1915)

Kommerzialrat Theodor Kern wurde in einer großindustriellen Familie geboren.
Er besuchte das katholische Latein-Gymnasium in Iglau und studierte in Vídnike.
Kern beschäftigte sich hauptsächlich mit der Textil- und Papierindustrie und war einer der wichtigsten Woll- und Tücherlieferanten der k.u.k. Armee.
Die „Altenberger Militär Tuch und Schafwolle Waren Fabrik Enoch Kern Söhne“, in Altenberg bei Iglau entwickelte sich Ende des 19. Jahrhunderts  zu einem der wichtigsten Armeelieferanten. Zwischen 1870 und 1874 lieferte das Unternehmen ein Drittel des militärischen Bedarfs der österreichisch-ungarischen Armee.
Theodor Kern war mit der Adligen Hedwig Koppen von Hessenwalde verheiratet und hatte vier Kinder.
Seine jüngste Tochter Erna ist die Gemahlin von dem Maria-Theresien-Ritter Wilhelm Cavallar von Grabensprung.
Er starb im Wiener Cottage-Sanatorium und wurde am Döblinger Friedhof begraben.

## Industrie
Die „Altenberger Militär Tuch und Schafwolle Waren Fabrik Enoch Kern Söhne“ spielte eine große Rolle in der Region Iglau im 19. und 20. Jahrhundert.
Die Kernsche Textilfabrik ging in den 70er Jahren des 19. Jahrhunderts durch eine kurze Krise. Doch als sie sich im Jahr 1883 auf die Produktion von Wollstoffen und Gardinen für den öffentlichen Sektor konzentrierte, erfuhr die Herstellung wieder einen neuen Schwung und steigerte ihre Produktion, sodass in den 90er Jahren jährlich eine Million Meter Stoff produziert wurden.

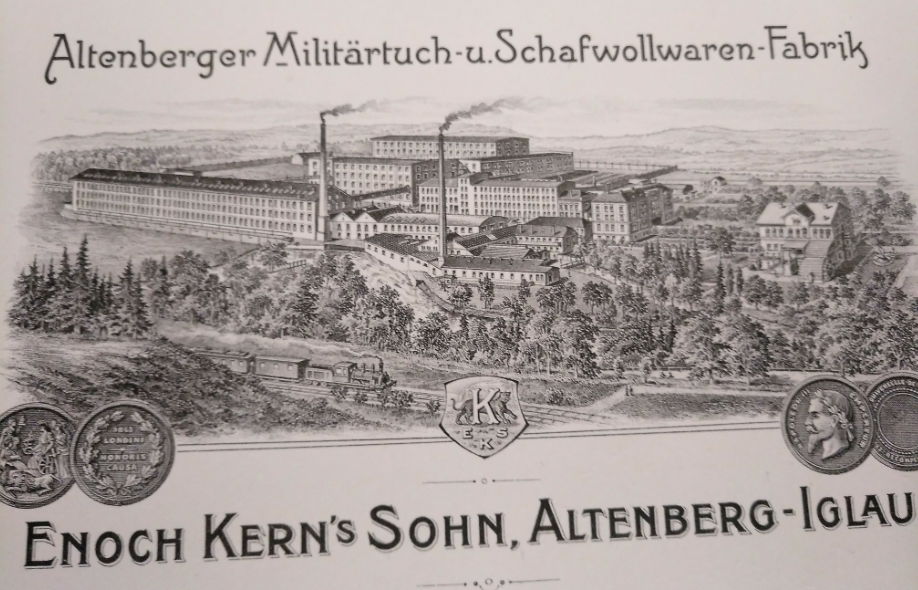
Militärtuch- und Schafwollwarenfabrik bei Altenberg in Iglau

Anfang des 20. Jahrhunderts verkaufte das Unternehmen seine Ware nicht nur ausschließlich an Länder der Habsburgermonarchie, sondern auch auf Märkte in der Türkei, Griechenland, Ägypten, Amerika, Persien, Japan und China.
Die Textilfabrik erreichte ihren Spitzstand während des 1. Weltkrieges aufgrund der steigernden militärischen Aufträgen für Militärbekleidung.
1927 scheiterte die Textilfabrik in Altenberg als Folge der Wirtschaftskrise. Die Fabrik (aber nicht das Gelände) wurde im Jahr 1931 von dem Unternehmer Ervin Lang gekauft, der die Produktion wieder aufnahm.
Während des 2. Weltkrieges erlosch der Bezug Iglaus zur Textilindustrie endgültig, als im Jahr 1940 die Fabrik in ein BMW-Flugzeugmotoren-Reparaturwerk umgewandelt wurde.
Im Mai 1946 wurde im durch den Krieg zerbombten Gelände ein Internierungslager für Österreicher und Deutsche aus Iglau und Umgebung errichtet.
1948 wurde die Familie von den Kommunisten enteignet und vertrieben. Seitdem wurden die Fabrikgebäuden von internationalen Betrieben unter anderen für die Herstellung von Injektionsgeräten verwendet.

## Verdienste, Auszeichnungen und Ehrungen
- Ritterkreuz des Franz Joseph Ordens.
- Am 10. Dezember 1915 erhielt er die Iglauer Ehrenbürgerschaft aufgrund seiner verdienstvollen Arbeit für die Stadt Iglau und die Iglauer Sprachinsel.
- Langjähriges Mitglied der Handels- und Gewerbevereinigung in Iglau. Durch seine Verdienste wurde er zum Ehrenmitglied ernannt.
- 1897 wurde er zum Vorsitzenden (Obmann) des lokalen Regierungsbezirksgerichts bzw. der Bezirksvertretung Stecken.
- Mitglied der Geschäftsführung (Exekutivmitglied) der Iglauer Wirtschaftskreditbank.
- Gründer der „Theodor Kernsche Kriegswaisenstiftung“ (1917).
- Er trug 1893 mit einer Stiftung finanziell bei, die Friedhofskapelle Iglaus zu bauen.
- Seit 1885 Vorsitzender des iglauer Eislaufvereines.
- Mitbegründer der Altenberger Feuerwehr.